# Thierry van den Bosch

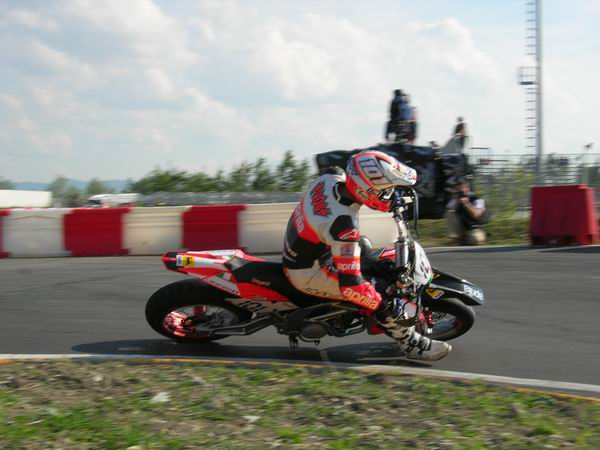
Thierry van den Bosch

Thierry van den Bosch (* 8. Juli 1974 in Agen, Frankreich) ist ein französischer Motorradrennfahrer.
Van den Bosch fährt in der Supermoto-Weltmeisterschaft Klasse S1 (450 cm³) auf Aprilia SXV 4.5. In den Jahren 2002 und 2004 wurde er Weltmeister (WM) in der Klasse S1, 2006 gewann er den Titel in der Klasse S2. 2009 startete er auf einer TM Racing in der S1-Klasse und errang den WM-Titel. 2010 erreichte der den 6. Platz, 2011 den 13. Platz und 2012 den 12. Platz.
Van den Bosch lebt in Andorra.

## Karriere
- French Supermoto Champ. Prestige and 400cc 1999
- French, German and Europ. Supermoto Champ. 2000
- French Supermoto Champion Prestige and 450cc 2001
- German Supermoto Champion 2001
- French Supermoto Champion Prestige and 450cc 2002
- European and World Champion Supermoto 2002
- 4th place World Supersport in Silverstone 2003
- Supermoto World Champion S1 class 2004
- 3rd Supermoto S1 class 2005
- Supermoto World Champion S2 class 2006
- Supermoto World Champion S1 class 2009